# Ciríac II
Ciríac II (en llatí: Cyriacus II, en grec antic: Κυριάκος Β') va ser patriarca de Constantinoble de l'any 595 al 606.
Havia estat ecònom (οἰκονόμος) de la gran església de Santa Sofia, segons diu el Chronicon Paschale. Quan va prendre possessió es va anomenar Bisbe ecumènic, i Gregori el Gran, papa de Roma, va rebre els legats que Ciríac li va enviar per anunciar el seu nomenament. Per respecte a Ciríac i per no pertorbar la pau de l'església va acceptar la consagració però li va enviar una carta on l'advertia de que no provoqués divisions, per l'ús del qualificatiu ecumènic. Sembla que personalment eren amics.
Ciríac no devia escoltar les peticions de Gregori, perquè el papa va escriure després tant a Gregori com a l'emperador Maurici, on deia que no podia permetre que els seus legats tinguessin comunicació amb Ciríac mentre mantingués el títol d'ecumènic. En l'última d'aquestes cartes compara l'ús del títol amb el pecat que comet l'Anticrist, un orgull sense límit. En una carta a Anastasi d'Antioquia, Gregori defensa la seva conducta per la malifeta de Ciríac contra tots els altres patriarques per haver pres aquell títol, i recorda a Anastasi que no tan sols els heretges sinó també els heresiarques havien estat abans patriarques de Constantinoble. Malgrat tot, Ciríac va conservar el títol, i sembla que va convocar, o havia pensat en convocar, un Concili per autoritzar-ne l'ús, ja que el papa Gregori va escriure una carta a Eusebi, bisbe de Tessalònica, i a altres bisbes dient-los-hi que estava assabentat de la convocatòria d'un Concili a Constantinoble i demanant-los que no cedissin a les pressions de Ciríac i es negessin a recinèixer aquell títol ofensiu.
Sembla que Ciríac va jugar algun paper en la revolta de Flavi Focas, que va finalitzar amb la mort de l'emperador Maurici. Devia tenir encara influència perquè en la coronació de Focas com a emperador li va exigir una declaració de fe ortodoxa i el compromís de no molestar l'església. Focas, potser per contrarestar la seva influència, va acordar amb el papa Bonifaci III que no hi hauria cap més bisbe ecumènic que el papa de Roma.
Ciríac va morir l'any 606, i era una persona considerada piadosa i sense enemics directes.